# Giæver-Gletscher
Der Giæver-Gletscher (französisch Glacier Giaever) ist ein Gletscher im ostantarktischen Königin-Maud-Land. Er fließt in den Belgica Mountains in nordwestlicher Richtung zwischen Mount Kerckhove de Denterghem und Mount Lahaye.
Teilnehmer der Belgischen Antarktis-Expedition 1957/58 unter Gaston de Gerlache de Gomery (1919–2006) entdeckten ihn. Namensgeber ist der norwegische Polarforscher John Schjelderup Giæver (1901–1970), Berater der Forschungsreise und zuvor Leiter der Norwegisch-Britisch-Schwedischen Antarktisexpedition (1949–1952).